# Фонсека, Эрможенес
Эрмо́женес Валенте да Фонсека (порт.-браз. Hermógenes Valente da Fonseca; 4 ноября 1908, Рио-де-Жанейро — неизвестно) — бразильский футболист, опорный полузащитник.

## Биография
Начал играть за клуб «Андарай» в 1922 году. Отыграв там 4 года он перешёл в клуб «Америка» из Рио-де-Жанейро. В этом клубе он выиграл два чемпионата штата Рио-де-Жанейро. Также в этот период он стал основным опорным полузащитником сборной, с которой поехал на первый Чемпионат мира по футболу. При этом, перед отъездом Эрможенес заявил: «Будьте уверены: мы вернемся чемпионами мира!» Бразилия выступила неудачно, заняв второе место в группе. Сам же Эрможенес был один из немногих, кто провёл оба матча на турнире. Единственным достижением в составе национальной команды стала победа в Кубке Рио-Бранко в 1931 году. Завершил карьеру Эрможенес в своем первом клубе «Андарай».

## Международная статистика
| Матчи Эрможенеса Фонсеки за сборную Бразилии | Матчи Эрможенеса Фонсеки за сборную Бразилии | Матчи Эрможенеса Фонсеки за сборную Бразилии | Матчи Эрможенеса Фонсеки за сборную Бразилии | Матчи Эрможенеса Фонсеки за сборную Бразилии | Матчи Эрможенеса Фонсеки за сборную Бразилии | Матчи Эрможенеса Фонсеки за сборную Бразилии |
| -------------------------------------------- | -------------------------------------------- | -------------------------------------------- | -------------------------------------------- | -------------------------------------------- | -------------------------------------------- | -------------------------------------------- |
| №                                            | Дата                                         | Место проведения                             | Оппонент                                     | Счёт                                         | Голы                                         | Турнир                                       |
| 1                                            | 14 июля 1930                                 | Монтевидео                                   | Югославия                                    | 1:2                                          | —                                            | Чемпионат мира                               |
| 2                                            | 20 июля 1930                                 | Монтевидео                                   | Боливия                                      | 4:0                                          | —                                            | Чемпионат мира                               |
| 3                                            | 10 августа 1930                              | Рио-де-Жанейро                               | Югославия                                    | 4:1                                          | —                                            | Товарищеский матч                            |
| 4                                            | 17 августа 1930                              | Рио-де-Жанейро                               | США                                          | 4:3                                          | —                                            | Товарищеский матч                            |
| 5                                            | 6 сентября 1931                              | Рио-де-Жанейро                               | Уругвай                                      | 2:0                                          | —                                            | Кубок Рио-Бранко                             |

## Достижения
- Чемпион штата Рио-де-Жанейро: 1928, 1931
- Обладатель Кубка Рио-Бранко: 1931